# Fabian van Olphen
Fabian van Olphen (La Haya, 30 de marzo de 1981) es un exjugador de balonmano neerlandés que jugaba de lateral izquierdo. Su último equipo fue el TBV Lemgo de la Bundesliga. Fue un componente de la selección de balonmano de los Países Bajos.
En 2017 dejó el SC Magdeburg tras 11 años y siendo el capitán del equipo.

## Palmarés

### SC Magdeburg
- Copa EHF (1): 2007

## Clubes
- Van der Voort/Quintus ( -2001)
- TV Emsdetten (2001)
- Van der Voort/Quintus (2001-2003)
- TuS Nettelstedt-Lübbecke (2003-2006)
- SC Magdeburg (2006-2017)
- TBV Lemgo (2017-2020)[2]